# Aplec de Calella
El Aplec de Calella o Aplec Pairal de Cataluña, cuyo origen se remonta al 1926, es el decano de los encuentros de sardana, y se celebra en el Paseo Marítimo Manuel Puigvert y el Parque Dalmau de Calella como escenarios naturales.
El encuentro nació para conmemorar el segundo aniversario de la fundación de la Juventud Sardanística de Calella (antecesora de la actual Agrupación Sardanista de Calella), en una salida dominical a la fuente de Santiago, en el término vecino de Pineda de Mar. Así se acordó en la reunión de junta del 31 de enero de 1926 y el mes de mayo se percibía una cuota extraordinaria para afrontar el gasto que supondría hacer venir las parejas Barcelona y La Principal de la Bisbal, las dos mejores del momento. Ante el éxito alcanzado, se repitió cada año y se le llamó El encuentro Levantino de la Sardana.
A partir del 1929 la fiesta se trasladó al Parque Dalmau de Calella, que acababa de convertirse de propiedad municipal y se fijó una fecha definitiva: el primer domingo de junio. Desde entonces, se ha celebrado cada año, salvo dos años en el periodo de la guerra civil española.
Después de la Guerra Civil hasta el 1972, la organización estuvo a cargo de "Educación y Descanso". El año siguiente y hasta el 1976, fue una etapa de transición, a cargo del Patronato Municipal de Turismo.
Desde el 1977 hasta la actualidad, la Agrupación Sardanista es la encargada de organizar el encuentro. La visita en 1978 del Muy Honorable Josep Tarradellas, Presidente de la Generalidad de Cataluña, que volvía del exilio, dejó una gran huella en el encuentro.
Los últimos años se ha potenciado la víspera del Encuentro con un concierto la tarde del sábado y el traslado de la audición del domingo por la noche del sábado.